# Secamonoideae
Sous-famille
Les Secamonoideae sont une sous-famille de plantes de la famille des Apocynaceae. Cette sous-famille a été décrite en 1838 par le botaniste autrichien Stephan Ladislaus Endlicher (1804-1849).

## Liste des genres
Selon NCBI (20 juillet 2017) :
- genre Pervillaea
- genre Secamone
- genre Secamonopsis
- genre Toxocarpus

Selon une Lahaye et al., 2007, le genre comprend les genres suivants:
- Calyptranthera
- Genianthus
- Goniostemma
- Pervillaea
- Secamone
- Secamonopsis
- Toxocarpus
- Trichosandra

## Publication originale
- Endlicher S.L., 1838. Genera Plantarum 589.